# Grotta di Boriano
La grotta di Boriano (Jama Vodnica in sloveno, o grotta dell'Acqua), è una grotta (Numero catasto grotte VG 135, Numero catasto sloveno: 125) posta a ridosso del confine tra l'Italia e la Slovenia.

## Storia
Nota da lungo tempo agli abitanti di Boriano (Brje pri Komnu, frazione di Comeno), ne venne documentata la visita per la prima volta nel 1898 dalla Società alpina delle Giulie; l'anno successivo Giuseppe Sillani ne effettuò il rilievo come testimoniano le sigle e date tracciate in quella occasione e ancora visibili nell'ultima sala.
La grotta, che si trova a nord-ovest del monte San Leonardo, col passaggio di gran parte della Venezia Giulia alla Jugoslavia nel 1947, venne considerata in un primo momento completamente jugoslava e appena nel 1959 si accertò che l'ingresso era tuttora in territorio italiano, sia pur per pochi metri: l'accedervi però richiese molta attenzione e per non valicare la linea di confine era necessario scendere per una scarpata laterale, mantenendosi al di qua del paletto di confine.
Passato l'attuale imbocco (che misura 6 m di larghezza e 3 m di altezza ed è parzialmente coperto da rovi), si percorre un ambiente spazioso, dal suolo in ripida discesa, nel quale si intravedono subito ricche formazioni calcitiche e massi di crollo; si passa poi ad una galleria piena di detriti fino ad arrivare ad una strozzatura oltre la quale vi è una grotta orizzontale piena di stalagmiti e più avanti di bacini pieni di acqua limpida.
Il nome sloveno (Jama Vodnica) suggerisce che gli abitanti del luogo vi si recassero in occasione delle grandi siccità ad attingere le acque delle vasche alimentate da un costante stillicidio e da modeste infiltrazioni.
Nel 2011 la Grotta è stata oggetto di vari studi multidisciplinari. I risultati sono stati pubblicati nella rivista "Studi e Ricerche" della Società di Studi Carsici "A.F. Lindner".